# Xiaoding

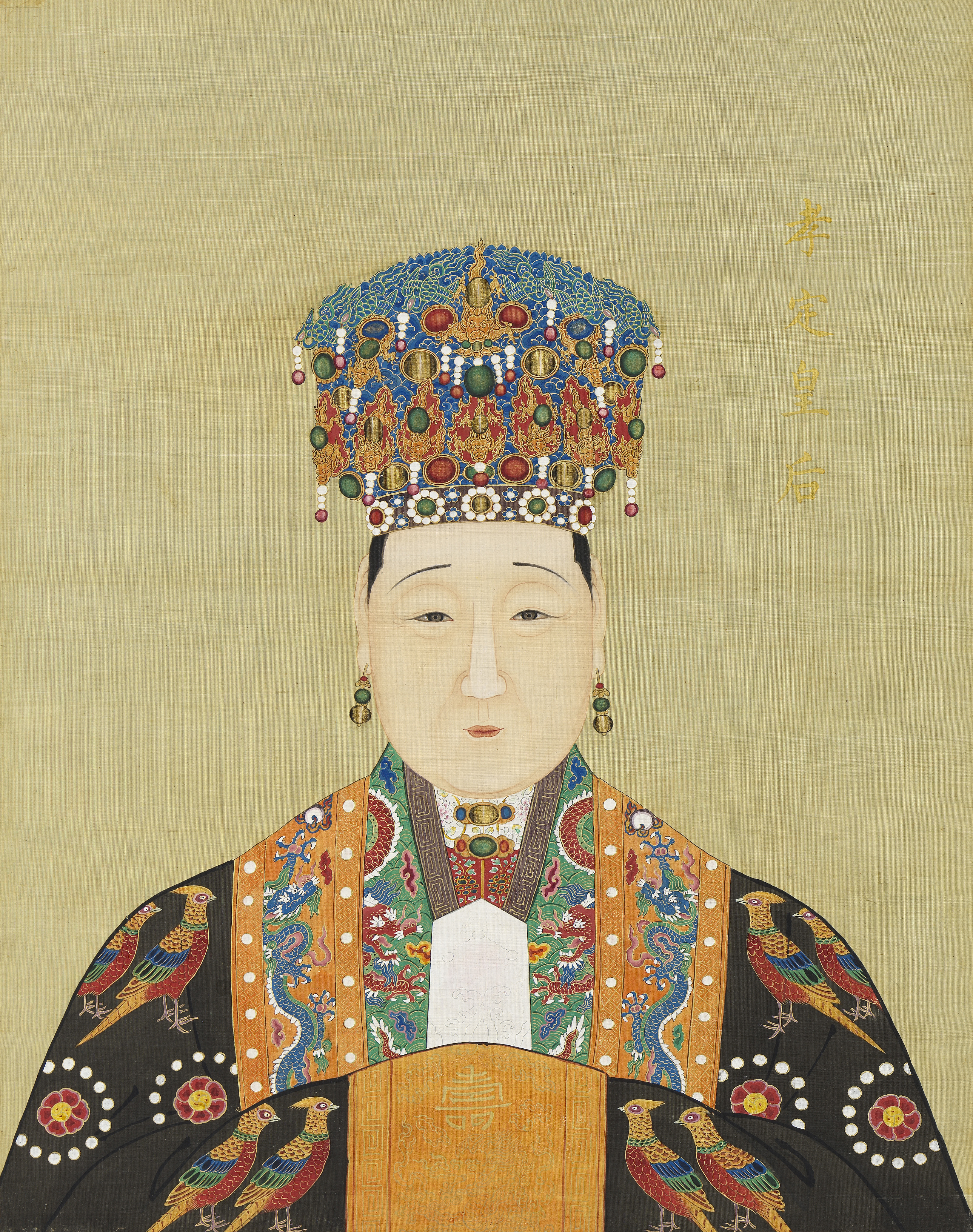
Kejsarinnan Xiaoding

Xiaoding, egentligen Li, född 1544, död 1614, var en kinesisk regent och änkekejsarinna. Hon var nominell regent i Kina under sin son Wanli-kejsarens minderårighet 1572–1582. Hon hette under sin livstid Li, men är känd i historien under sitt postuma namn, Xiaoding. 

## Biografi
Xiaoding var dotter till Li Wei (d. 1584), en fattig man. Hon blev tjänare vid det kejserliga hovet och därefter konkubin till Longqing-kejsaren. Hennes bakgrund var inte ovanlig för de kejserliga gemålerna i Mingdynastin, som ofta kom ur fattiga förhållanden, och denna sociala karriär var vanlig och enligt normen. 1563 blev hon mor till en son, som blev kejsarens tronarvinge. Hennes far utnämndes till adelsman tack vare hennes avancemang. Själv beskrivs hon som ödmjuk, och ska ha följt alla samtidens föreskrifter för att motsvara idealet för sin roll.  
År 1572 blev hennes son kejsare vid nio års ålder. I egenskap av kejsarens biologiska mor fick hon titeln änkekejsarinna, trots att hon aldrig varit kejsarinna, och blev formellt sett Kinas regent, eller ordförande för förmyndarregeringen. Hon var en av tre exempel på konkubiner som blivit änkekejsarinnor och regenter i Kina under Ming- och Qingdynastins epoker, vid sidan av Xiaozhuang och Cixi. 
I praktiken spelade hon ingen större politisk roll, utan överlät statens affärer på Zhang Juzheng, som fullständigt dominerade förmyndarregeringen. Hennes formella ställning som regent gav henne dock stor social prestige. 
Xiaoding blev under de följande seklen vid sidan av Xiaozhuang respekterad för sin lojalitet i dynastins tjänst och framhållen som ett föredöme i den inflytelserika moralskriften Huang Ming tsu-hsün-lu. 